# Kate Alexa
Kate Alexa, właściwie Kate Alexa Gudinski (ur. 2 marca 1988 w Melbourne) – australijska piosenkarka popowa, córka producenta Michaela Gudinskiego.
Na rynku muzycznym pojawiła się wykonując piosenkę „Always There”, wyemitowaną przez Kanał Siódmy w Australli w serii Home & Away. Drugi singiel cieszył się mniejszą popularnością, ale dzięki trasie koncertowej z Backstreet Boys w Australii, jej trzeci singiel „All I Hear” osiągnął wysokie notowanie (w „ARIA Top Ten”, potem w pierwszej dwudziestce przez 8 tygodni).

## Kariera
Kariera Kate Alexa zaczęła się kiedy miała 13 lat i napisała pierwszą piosenkę. W 2004 nagrała ścieżkę dźwiękową do Home & Away podczas Letnich Igrzysk Olimpijskich w Sydney. Dzięki temu zyskała zainteresowanych jej muzyką.
W 2005 ukończyła szkołę średnią, a zaraz potem wydała drugi singiel „My Day Will Come”. Piosenka uplasowała się na 30. miejscu. Po ukończeniu szkoły Alexa stwierdziła, że muzyka to jest to, co chce robić do końca życia. Na 18. urodziny w 2006 wydała trzeci singiel – „All I Hear”. Piosenka znalazła się na 9. miejscu Australian ARIA Singles Chart. 23 września 2006 ukazał się debiutancki krążek Alexy – „Broken & Beautiful” opisujący jej przemyślenia o życiu. 
W 2007 napisała piosenki i nagrała ścieżkę dźwiękową do telewizyjnej serii H2O – wystarczy kropla (sezon drugi), który pojawił się w Australii 10 września 2007. Piosenkarka udała się do Stanów Zjednoczonych, aby nagrać materiał dla nowej płyty. Tam współpracowała z producentką Molly Meldrum i amerykańskim wokalistą Baby Bashem, pracując m.in. nad coverem piosenki „Teardrops” zespołu Womack & Womack, który jest pierwszym singlem drugiego albumu Kate Alexa (2008). 
W lutym i marcu 2008 odbyła tournée z Cyndi Lauper w ramach trasy koncertowej Lauper po Australii.

## Dyskografia

### Albumy
- Broken & Beautiful, data wydania: 23 września 2006 (Australia)
- H2O: Just Add Water Soundtrack, data wydania: 8 września 2007 (Australia)